# Edwin H. Robertson
Edwin Hanton Robertson (* 1912 in Plaistow (London); † 3. November 2007 in London) war ein englischer Baptistenpastor. 
Robertson war hauptsächlich durch seine englischen Übersetzungen und Betrachtungen bedeutender Bonhoeffer-Schriften bekannt, er verfasste jedoch auch viele Abhandlungen über die Bibel und unkonventionelle Kirchenvertreter wie John Wyclif und Bischof George K. A. Bell sowie über den Rundfunk.

## Leben
Robertson wurde als Kind schottischer Eltern geboren. Mit vierzehn Jahren verließ er die Schule und wurde fast sofort in den Generalstreik 1926 verwickelt. Später studierte er Chemie in West Ham (jetzt University of East London) und dann Theologie in Oxford. Fast während der gesamten Dauer des Zweiten Weltkriegs arbeitete er neben seiner kriegswichtigen Treibstoffchemieforschung als baptistischer Pfarrer in St Albans. 
Danach kam er mit der Religionsabteilung der alliierten Kontrollkommission nach Hamburg und Berlin, wo er den Neubeginn christlicher Rundfunkarbeit durchsetzen konnte. Hier lernte er deutsche Theologen kennen und schätzen, die zum Teil bei Bonhoeffer studiert hatten. Seine gute Freundschaft mit Eberhard Bethge begann jedoch erst, nachdem dieser als Auslandspfarrer nach London gekommen war.
Dank seiner Rundfunkerfahrung in Deutschland konnte Robertson von 1949 bis 1956 die Stellung des stellvertretenden Leiters der Religionsabteilung der BBC einnehmen. Während dieser Zeit entstand eine enge Zusammenarbeit mit Ronald Gregor Smith, dem Chefredakteur des Verlags SCM Press. Durch ihn wurde Robertsons Interesse an Bonhoeffer geweckt. Seine Übersetzungen der Gesammelten Schriften erschienen daraufhin erstmals in den 1960er Jahren.
Von 1956 bis 1962 war er Studienreferent der Vereinigten Bibelgesellschaften. Nach einer kurzen Zeit als Prediger in Yeovil wurde er 1964 geschäftsführender Direktor der World Association for Christian Broadcasting in Genf. 
1971 kehrte er ins Predigtamt zurück, zunächst in Paddington (London), dann für lange Jahre bis über seinen Eintritt in den Ruhestand hinaus in der Heath Street Baptist Church in Hampstead. Bei christlichen Versammlungen in aller Welt war er immer ein beliebter Redner. Robertson trug auch gelegentlich zum Bonhoeffer-Newsletter von David Moore und anderen Zeitschriften bei.

## Auszeichnung
In Anerkennung seines Beitrags zur christlichen Kommunikation und zur Ökumenischen Bewegung als Autor, Herausgeber und Übersetzer verlieh ihm am 6. Juni 2005 der Erzbischof von Canterbury, Dr. Rowan Williams, die Würde eines Doctor of Divinity (Dr. theol.).

## Werke
- Christen gegen Hitler. Aus dem Englischen übersetzt, überarbeitet u. mit Ergänzungen versehen von Heinz Kloppenburg. Gütersloher Verlagshaus, Gütersloh 1964.
- Dietrich Bonhoeffer. Leben und Verkündigung. Einführung von Renate Bethge, Göttingen 1989.
- Unshakeable Friend. George Bell and the German Churches. London 1995.
- The Prison Poems of Dietrich Bonhoeffer. A new translation with Commentary by Edwin Robertson, Guildford, Surrey 1998.
- My soul finds rest in God alone. Reflections on the Psalms by Dietrich Bonhoeffer. Guildford, Surrey, 2001.
- I stand at the Door. The Advent Sermons of Dietrich Bonhoeffer. Trowbridge, Wiltshire 2003.